# الزیا (مریلند)
الزیا، مریلند (به انگلیسی: Alesia, Maryland) یک محدوده ثبت‌نشده در ایالات متحده آمریکا است که در ایالت شهرستان کرول، مریلند واقع شده‌است.